# Ахмад I аль-Муктадир

Абу Джафар Ахмад I ібн Сулейман аль-Муктадир біллах (араб. أبو جعفر أحمد "المقتدر بالله" بن سليمان; д/н — 1081) — 6-й емір Сарагоської тайфи в 1046—1081 роках.

## Життєпис
Походив з династії Худидів. Син Аль-Мустаїна I, еміра Сарагоської тайфи. У 1039 році оголошений спадкоємцем трону. 1046 року після смерті батька розпочав боротьбу з братами за об'єднання тайфи. Вже у 1048 році практично без спротиву його владу визнав брат Лубба, правитель Уески. До 1049 року вів війну проти іншого брата Мунзира аль-Даули, що оголосив себе еміром Тудели. Запеклою були війни проти інших братів Мухаммада, еміра Калатаюда, та Юсуфа, еміра Леріди. Для боротьби з останнім Ахмад I уклав союз з Рамон-Беренгером I, графом Барселони. якому обіцяв щорічну данину в обмін невтручання у протистояння з братами. Але граф Барселони зумів просунутися до Дароки.
Для сплати данини Ахмад I мусив збільшити податки, що негативно вплинуло на торгівлю та фінанси. Для вирішення цієї проблеми 1058 року запропонував братові Юусуфу укласти мирний договір, втім невдало.
1060 році, скориставшись ослабленням влади в Тортоській тайфі зумів без опору оволодіти нею, розширивши кордони своєї держави до Середземного моря. Але того ж року підтиском союзу Кастилії, Арагону і Барселони зазнав поразки й мусив визнати зверхність Фернандо I, короля Кастилії і Леону.
У 1063 року арагонський король Раміро I спробував захопити важливе місто Граус, але війська Сарагоської тайфи відбили напад, під час якого загинув сам Раміро I. Втім війна Ахмада I з Арагоном тривала. 1065 року король Санчо I захопив Дароку. Але 1066 року сарагоське військо відбило цю фортецю. На честь цього Ахмад I прийняв ім'я аль-Муктадир біллах — «Сильний во славу Бога». Але невдовзі арагонці захопили замок Алькасар.
1067 року зумів повалити брата Мухаммада, підкоривши Калатаюдську тайфу. 1069 року уклав союз з Санчо IV, королем Наварри, за яким в обмін на військову допомогу емір Сарагоси зобов'язався сплачувати данину. 1073 року підтвердив угоду з Наваррою
1075 року вирішив скористатися смертю аль-Мамуна, еміра Толедо, та атакував Алі Ікбала аль-Даулу, еміра Денійськой тайфи і васала еміра Толедо. У 1076 вдалося захопити Денію, а невдовзі зверхність арагоського еміра визнав Абу-Бакр. Втім того ж року помер союзник Ахмада I — король Наварри. Втім Ахмад I вирішив підтримати претендента на трон Рамона проти Санчо I, але зазнав невдачі, втративши територію у верхів'ях Ебро.
У 1078 році розпочав нову велику кампанію проти свого брата Юсуфа, яка тривала до 1081 року, коли того було переможено й взято в полон в фортеці Руеда. Водночас надав прихисток Родріго Діасу, який здійснював походи проти Кастилії та Арагону, послаблюючи ворогів еміра Сарагоси.
1081 року Ахмад I помер. Його володіння розділили сини: Юсуф аль-Мутамін отримав Сарагосу, а аль-Мунзир — Леріду, Денію і Тортосу.

## Меценат
Був покровителем поетів, музик, істориків, філософів, філологів, містиків, що збиралися в палаці Альхаферія, який за наказом еміра для цього збудували. Сам Ахмад I цікавився філософією та науками.